# Tokiwa Gozen
Tokiwa Gozen (常盤 御前?   1138 - c. 1180), también conocida como Lady Tokiwa, fue una mujer noble japonesa que vivió durante los últimos años del período Heian y fue madre del gran general samurái Minamoto no Yoshitsune. Las fuentes discrepan sobre si Tokiwa era la esposa o concubina de Minamoto no Yoshitomo, con quien tuvo tres hijos, de los cuales el más joven era Yoshitsune. Más adelante fue capturada por Taira no Kiyomori, a quien sirvió como concubina a cambio de la seguridad de su familia. Con Kiyomori tuvo una hija; Ro no Kata. Después de abandonar a Kiyomori, Tokiwa se casó con Fujiwara no Naganari.

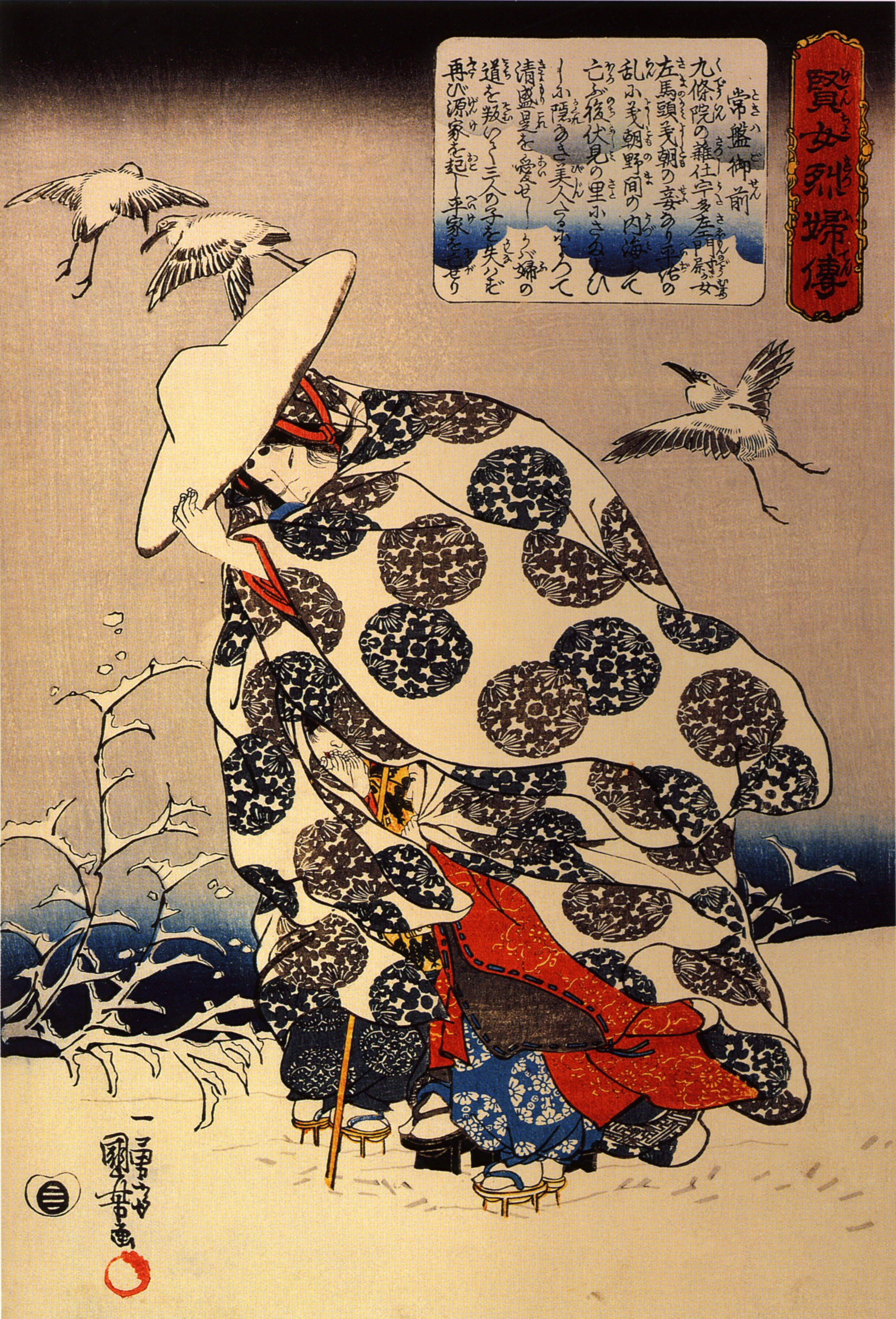
Tokiwa Gozen huyendo a través de la nieve con sus tres hijos; grabado en madera del por Utagawa Kuniyoshi.

Tokiwa es principalmente asociada en la literatura y el arte con un incidente en el que huyó a través de la nieve protegiendo a sus tres hijos dentro de sus túnicas, durante la rebelión Heiji de 1160.
También es conocida como Hotoke Gozen o Lady Buddha.